# Martovská mokraď
Martovská mokraď je přírodní rezervace v katastrálním území obce Martovce v okrese Komárno v Nitranském kraji na Slovensku. Území bylo vyhlášeno či novelizováno v roce 1993 a jeho rozloha je 11,87 hektaru. Předmětem je vrbovo-topolový lužní les ovlivňovaný vysokou hladinou podzemní vody. Hlavními dřevinami jsou vrba bílá (Salix alba), vrba křehká (Salix euxina), topol bílý (Populus alba) a topol šedý (Populus canescens).